# Ouvrage de l'Annexe Nord de Coume
L'ouvrage de l'Annexe Nord de Coume est un ouvrage fortifié de la ligne Maginot, situé sur la commune de Coume, dans le département de la Moselle.
C'est un petit ouvrage d'infanterie, monobloc. Construit à partir de 1931, il a été épargné par les combats de juin 1940.

## Position sur la ligne
Faisant partie du sous-secteur de Tromborn dans le secteur fortifié de Boulay, l'ouvrage de l'Annexe Nord de Coume, portant l'indicatif A 30, est intégré à la « ligne principale de résistance » entre les ouvrages du Village-de-Coume (A 29) à l'ouest et de Coume (A 31) au sud-est, à portée de tir des canons de la casemate RFM du Bois d'Ottonville (BCa 1).

## Description
L'ouvrage monobloc possède une chambre de tir servant de casemate flanquant vers le nord avec un créneau mixte pour JM/AC 47 (jumelage de mitrailleuses et canon antichar de 47 mm) et un autre créneau pour JM.
Sur les dessus sont installées une tourelle de mitrailleuses et deux cloches GFM (guetteur fusil-mitrailleur).

## Histoire
Lorsque débutent les hostilités le 10 mai 1940, l'ouvrage est tenu par 35 hommes du 161e RIF, commandés par le sous-lieutenant Dorman. Comme les ouvrages voisins, il ne subit pas d'attaque ennemie, et il ne se rend aux Allemands qu'après en avoir reçu l'ordre le 2 juillet de l'État-major.
Cet ouvrage a toutefois la particularité d'avoir été racheté après la guerre par un particulier qui en a fermé l'entrée, assurant ainsi sa bonne conservation. Les équipements ont ainsi pu être conservés, hormis un moteur qui a disparu.